# Aburaage
Aburaage (油揚げ abura-age hoặc aburage) là một loại thực phẩm của Nhật Bản có nguồn gốc từ đậu tương. Món ăn này được chế biến bằng cách cắt đậu phụ thành những miếng mỏng và chiên ngập dầu chúng hai lần, lần đầu ở nhiệt độ 110–120 °C, và lần tiếp theo ở 180–200 °C. Aburaage thường được sử dụng để gói inari-zushi (稲荷寿司), và được thêm vào món xúp miso. Nó cũng được thêm vào trong mì udon, được gọi là kitsune-udon vì những truyền thuyết rằng loài cáo (kitsune) rất thích loại đậu phụ chiên ngập dầu. Aburaage cũng có thể được nhồi, ví dụ với nattō, trước khi chiên lại lần nữa. Có một phiên bản dày hơn được gọi là atsu-age (厚揚げ) hoặc nama-age (生揚げ).
Người Nhật Bản là những người đầu tiên phát triển loại thực phẩm dạng bọc lấy từ vỏ đậu phụ chiên. Tuy nhiên, rất ít thông tin được tìm thấy về lịch sử ban đầu của chúng. Cuốn Tofu Hyakuchin (Đậu phụ bách trân) năm 1782 (Abe 1972) đưa ra một công thức của đậu phụ chiên ngập dầu, nhưng không rõ loại đậu phụ này có căng phồng lên như loại bọc bằng đậu phụ không. Bọc đậu phụ xuất hiện sớm nhất vào năm 1853, khi món inari-zushi (bọc đậu phụ được nhồi bằng cơm nấu với giấm) bắt đầu xuất hiện (Ichiyama 1968). Do thuận tiện với việc lưu trữ thực phẩm trong khoảng thời gian dài, lại nhẹ nhàng, cùng với sự phức tạp trong chế biến, loại bọc đậu phụ này thích hợp với việc sản xuất trong các nhà máy và phân phối rộng rãi theo quy mô lớn. Tới năm 1974, các nhà máy lớn đã sử dụng tới hai tấn đậu tương mỗi ngày để tạo ra 116.600 chiếc bọc đậu phụ. Tới năm 1980, các nhà máy hiện đại quy mô lớn có năng suất lên tới 300.000 tới 450.000 bọc mỗi ngày bằng phương thức chế biến chiên ngập dầu qua băng tải. Tại thời điểm hiện tại, khoảng một phần ba sản lượng đậu tương dùng cho chế biến đậu phụ ở Nhật là dành cho đậu phụ chiên ngập dầu, và ước chừng 85% trong số chúng được chế biến thành bọc đậu phụ.
Trong thần thoại Nhật Bản, aburaage là món ăn yêu thích của Kitsune và thần Inari.